# Oestrich (Dortmund)
Oestrich ist der Statistische Bezirk 94 und zugleich ein Stadtteil im Nordwesten der kreisfreien Großstadt Dortmund. Er gehört zum Stadtbezirk Mengede.

## Geschichte
Oestrich wurde erstmals 1318 als Osterwich urkundlich erwähnt. 1380 wird der Ort Oysterwich im Lehnsregister Limburg-Styrum geführt. Im Urbar der Reichsabtei Werden 1415 ein Johannes de Lymborch alias de Osterrich erwähnt. Von 1525 bis 1840 wird die Bauerschaft Oesterich urkundlich genannt.
Die Deutung des Ortsnamens kann mit östlich gelegene Siedlung umschrieben werden.
Oestrich gehörte im Spätmittelalter und der Frühen Neuzeit in eigener Bauerschaft (Oesterich) im Kirchspiel Mengede zum Amt Castrop.
Im Jahr 1705 waren in der Baurschafft Ostrich 14 Steuerpflichtige mit Abgaben an die Rentei im Kataster verzeichnet. Größte Steuerzahler waren Dieckhoff und Hoveman.
Im 19. Jahrhundert war Östrich eine Landgemeinde im Landkreis Dortmund und Amt Castrop. Ab 1889 kam die Gemeinde zum Amt Mengede und hatte 1895 (plus 1 Wohnplatz) eine Fläche von 1,99 km². Es gab 41 Wohngebäude mit 93 Haushaltungen und 555 Einwohner.
Der heute mit dem Ortsteil Mengede zusammengewachsene Stadtteil war bis zum Bau der Zeche Adolf von Hansemann in der Mitte des 19. Jahrhunderts, und später der Schachtanlage Gustav, ein rein landwirtschaftlich genutztes Gebiet.
Am 27. Oktober 1917 wurde Östrich – so die damalige Schreibweise – nach Mengede eingemeindet und am 1. April 1928 zusammen mit Mengede durch das Gesetz über die weitere Neuregelung der kommunalen Grenzen im westfälischen Industriebezirk in die Stadt Dortmund eingegliedert.

## Geografie und Verkehr
Der Ort liegt auf einer Höhe von 66 m ü. NHN.
Westlich des Siedlungsbereichs verläuft die A 45, die hier einen Teil des Dortmunder Autobahnringes darstellt. Das Kreuz Castrop-Rauxel-Ost, welches die A 45 mit der A 42 verbindet, befindet sich ebenfalls in Oestrich. Außerdem existiert die S-Bahn-Station Dortmund-Nette/Oestrich an der Bahnstrecke Dortmund-Mengede–Dortmund-Dorstfeld Ost, die von der Linie S2 der S-Bahn Rhein-Ruhr bedient wird. 
| Linie | Verlauf | Takt                         |
| ----- | --- | ---------------------------- |
| S 2   | Hauptlinienweg: Dortmund Hbf – DO-Dorstfeld – DO-Wischlingen – DO-Huckarde – DO-Westerfilde – DO-Nette/Oestrich – DO-Mengede – Castrop-Rauxel Hbf – Herne – Linienast 1: Wanne-Eickel Hbf –Gelsenkirchen Hbf – GE-Rotthausen – E-Kray Nord – Essen Hbf Linienast 2: Recklinghausen Süd – Recklinghausen Hbf Stand: Fahrplanwechsel Dezember 2023 | 30 min 60 min (je Linienast) |

Eine sehr gemischte Bebauung prägt den Stadtteil: Es überwiegen kleinere Mehrfamilienhäuser und Zechenhäuser. Am Rande des Ortskerns stehen auch einzelne Wohnhochhäuser. Am südlichen Ortsrand befinden sich zudem neuere Einfamilienhäuser sowie ein Gewerbegebiet.

## Bevölkerung
Struktur der Oestricher Bevölkerung:
- Bevölkerungsanteil der unter 18-Jährigen: 17,9 % [Dortmunder Durchschnitt: 16,2 % (2018)][6]
- Bevölkerungsanteil der mindestens 65-Jährigen: 18,0 % [Dortmunder Durchschnitt: 20,2 % (2018)][7]
- Ausländeranteil: 21,2 % [Dortmunder Durchschnitt: 22,3 % (2024)][8]
- Arbeitslosenquote: 13,8 % [Dortmunder Durchschnitt: 11,0 % (2017)][9]

Das durchschnittliche Einkommen in Oestrich liegt etwa 10 % unterhalb des Dortmunder Durchschnittes.

### Bevölkerungsentwicklung
| Jahr      | 1987 | 2003 | 2008 | 2013 | 2016 | 2018 | 2020 | 2022 | 2024 |
| --------- | ---- | ---- | ---- | ---- | ---- | ---- | ---- | ---- | ---- |
| Einwohner | 6330 | 6023 | 5998 | 6034 | 6327 | 6152 | 6115 | 6156 | 6210 |

## Persönlichkeiten
- Konrad Schragmüller (1895–1934), Offizier, Rittergutsbesitzer, SA-Gruppenführer, Polizeipräsident von Magdeburg und Reichstagsabgeordneter der NSDAP, wurde in Oestrich geboren
- Karl-Heinz Heimann (1924–2010), Sportjournalist, wurde in Oestrich geboren